# Raul Sanllehi
Raúl Sanllehi,  född 17 mars 1969 i Tàrrega, Spanien, är en spansk fotbollspersonlighet och före detta sportchef i den engelska klubben Arsenal. Sanllehi anslöt till Arsenal 2017 som 'Head of Football Relations', men blev sedermera befordrad efter att klubbens tidigare sportchef Ivan Gazidis lämnat för den italienska klubben Milan. Tidigare har han även arbetat som sportchef för F.C Barcelona.